# Drepanis
Drepanis is een geslacht van zangvogels uit de vinkachtigen (Fringillidae).

## Soorten
Het geslacht kent drie soorten, waarvan twee zijn uitgestorven:
- Drepanis coccinea – Iiwi

- † Drepanis funerea – Zwarte mamo
- † Drepanis pacifica – Mamo